# Карлсон, Гирт
Гирт Ка́рлсон (латыш. Ģirts Karlsons; род. 7 июня 1981, Лиепая) — латвийский футболист, игравший на позиции нападающего. Четвёртый бомбардир в истории чемпионатов Латвии.

## Клубная карьера
Футбольную карьеру Карлсон начал в 17 лет в клубе родного города Лиепая — «Металлург». Следующие шесть сезонов Гирт Карлсон провел в этом клубе, в 2003 году став вторым в списке лучших бомбардиров Чемпионата Латвии по футболу. Всего за «Металлург» Гирт сыграл 96 матчей, в которых забил 40 голов.
В январе 2004 года Карлсон подписал контракт с клубом Российской премьер-Лиги «Шинник». Однако в этой команде футболист провел всего один сезон, отыграв 8 матчей чемпионата, и вернулся в Латвию. Там в 2005 году он заключил контракт с клубом «Вента». Отыграв всего 6 матчей, Гирт Карлсон вернулся в родной клуб «Металлург», в котором провел следующие три сезона. В 2005 году он выиграл с клубом чемпионат Латвии по футболу, а в 2006 году — Кубок Латвии.
8 февраля 2008 года Карлсон подписал контракт с клубом «Де Графсхап», который на тот момент выступал в Чемпионате Нидерландов по футболу.

## Достижения
Металлург (Лиепая)
- Чемпион Латвии: 2005
- Вице-чемпион Латвии (5): 1998, 1999, 2003, 2006, 2007
- Обладатель Кубка Латвии: 2006
- Обладатель Кубка Балтийской лиги: 2007
- Лучший бомбардир Кубка Балтийской лиги — 10 мячей

Интер (Баку)
- Чемпион Азербайджана: 2010
- Обладатель Кубка чемпионов Содружества: 2011
- Лучший бомбардир Кубка чемпионов Содружества — 6 мячей

Вентспилс
- Чемпион Латвии: 2014

Сборная Латвии
- Обладатель Кубка короля Таиланда: 2005
- Обладатель Кубка Балтии по футболу: 2008